# مصطفى صاحب الطابع (ولد عام 1958)

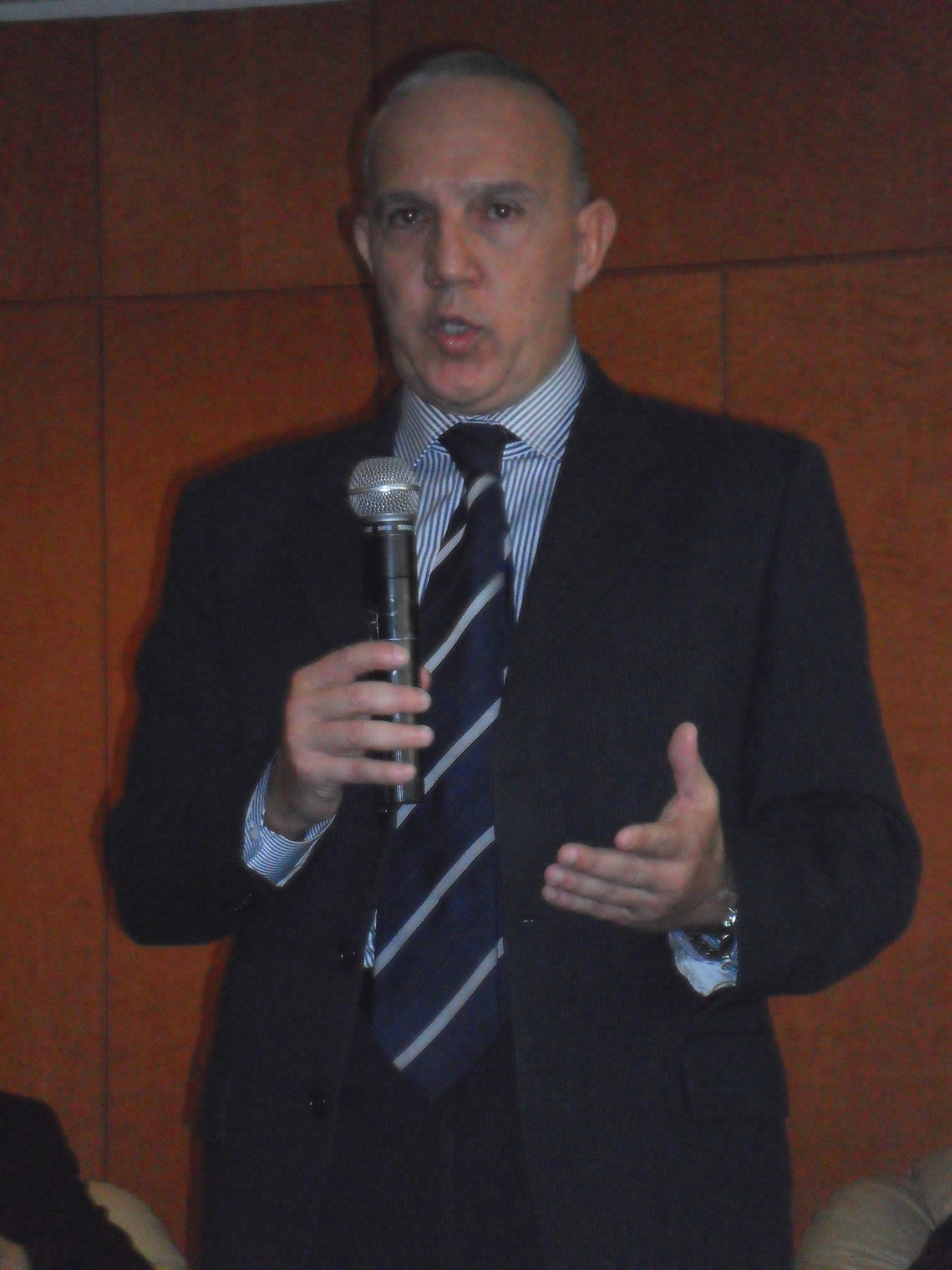
مصطفى صاحب الطابع

مصطفى صاحب الطابع (تونس العاصمة، 24 أكتوبر 1958 - )، سياسي تونسي ورئيس حزب الوفاق. كان صاحب الطابع ينتمي إلى سلك الضباط في الجيش التونسي حتى 1995  تاريخ استقالته وهو يتولى حاليا إدارة مكتب متخصص في الاستشارات الهندسية. أسس بعد الثورة حزب الوفاق الذي تحصل على التأشيرة في 5 مارس 2011. دمج الحزب لفترة (أفريل - سبتمبر 2011) مع الحزب الجمهوري بقيادة عبد العزيز بلخوجة وخاض منفردا انتخابات المجلس التأسيسي التي لم يتحصل فيها على أي مقعد.
1. ↑  "سيرة مصطفى صاحب الطابع من موقع "أحزاب تونس" [وصلة مكسورة] نسخة محفوظة 21 يناير 2020 على موقع واي باك مشين.
2. ↑  ""مصطفى صاحب الطابع" (الأمين العام لـ"حزب الوفاق") لـ"التونسية":"النهضة" حزب مؤسساتي بامتياز... والمعارضة عاجزة عن منافسته"، التونسية في 6 أفريل 2012 نسخة محفوظة 11 مايو 2020 على موقع واي باك مشين.